# Saud bin Abdulaziz bin Nasser Al Saud
Saud bin Abdulaziz bin Nasser Al Saud (Riade, 1977) é um membro da família real saudita e um assassino condenado. Seu pai é Abdulaziz bin Nasser, filho de Nasser bin Abdulaziz. Em 2010, ele foi considerado culpado por assassinar seu empregado, Bandar Abdulaziz, em uma suíte no Hotel Landmark, em Londres. Durante o julgamento, alegou-se que o príncipe tinha recebido uma "massagem sexual" antes do assassinato, e que ele e Abdulaziz mantinham relacionamentos sexuais. Ele foi condenado à prisão perpétua, mas em fevereiro de 2013, foi informado de que ele vai cumprir o resto de sua sentença na Arábia Saudita, sob um acordo de transferência de prisioneiros.